# ندى المازني حفيظ
ندى المازني حفيّظ هي مخرجة تونسية. أخرجت الفيلم الروائي التونسي حكايات تونسية بميزانية بلغت 300 ألف دينار.

## النشأة والمسيرة
نشأت ندى المازني حفيظ بالسعودية وتنقلت لعدة بلدان عربية وأوروبية لأنها تنتمي لعائلة ديبلوماسية. درست الإخراج بكندا واستقرت بتونس منذ 2009.

## أعمالها
- حكايات تونسية، 2011

## الحياة الشخصية
متزوجة من «سليم حفيظ».

## روابط خارجية
- ندى المازني حفيظ على موقع IMDb (الإنجليزية)
- ندى المازني حفيظ على موقع ألو سيني (الفرنسية)